# 高田馬場
高田馬場（たかだのばば、たかたのばば）は、東京都新宿区北部の町名である。現行行政地名は高田馬場一丁目から高田馬場四丁目。住居表示実施済みの地域。
ただし、本来の高田馬場とは、西早稲田三丁目にあった馬場の名で、江戸時代に「高田馬場の決闘」が戦われたのもその地である。地名としては、付近一帯（北の豊島区高田や西の中野区上高田に至る）を「高田」と呼んだ。
通称「馬場（ばば）」。

## 概要
JR山手線・西武新宿線・東京メトロ東西線が高田馬場駅に乗り入れるほか、都営バスも多く発着しており、都内主要地域へのアクセスも良好である。近隣地域も含めて早稲田大学など多くの大学・専門学校・予備校が集まっており、高田馬場駅付近は御茶ノ水（千代田区・文京区）と並ぶ全国屈指の学生街である。他の学生街同様、飲食店は総じて低価格であり、特に2000年代以降から、駅周辺から西早稲田方面の古くから古書店等が並ぶ早稲田通り沿い一帯にかけてラーメン激戦区としても知られている。例年10月中旬に「大高田馬場祭り」が行われ、サンバチームが招かれるなど、大勢の観客で賑わいを見せる。
2004年頃には、名物として鱧が取り上げられたほか、2005年頃からは、秋葉原（千代田区）・池袋（豊島区）と並んでクリエイターブームの発祥地となっている。
また、在日ミャンマー人が多く住んでおり、「リトル・ヤンゴン」と呼ばれる日本最大のミャンマー人コミュニティを形成している。もともとは高田馬場から西武新宿線で2駅目の中井にミャンマー人が営む寺院があり、難民や出稼ぎで来日したミャンマー人が集まっていたものが、次第に利便性の高い高田馬場に移っていったという。
2019年10月1日、東京都は高田馬場一丁目から四丁目を暴力団排除条例に基づき暴力団排除特別強化地域に指定。
地域内では暴力団と飲食店等との間で、みかじめ料のやりとりや便宜供与などが禁止され、違反者は支払った側であっても懲役1年以下または罰金50万円以下の罰則が科されることとなっている。

## 範囲
狭義では高田馬場一丁目から四丁目を指す。単に「高田馬場」「馬場」などと呼ばれる地域としては、高田馬場駅から早稲田大学方面に通学する者やその学生街が形成されている影響、旧町域（諏訪町、戸塚町）が同じであったこと、史跡の高田馬場跡があることから、西早稲田一丁目から三丁目界隈までを広義に含める。さらに、高田馬場一丁目に位置する高田馬場駅周辺からさかえ通り方面の下落合一丁目、豊島区高田三丁目の新目白通り以南周辺までも含めることがある。

## 地名

穴八幡宮内の流鏑馬像

### 馬場の名の由来
1636年、徳川三代将軍家光により旗本達の馬術の訓練や流鏑馬などのための馬場が造営された。
一説に、この地が家康の六男で越後高田藩主だった松平忠輝の生母、高田殿（茶阿局）の遊覧地（景色のよい遠望を楽しむために庭園を開いた所）であったことから、高田の名をとって高田馬場としたとする。だが、それ以前に、この一帯が高台である地形から俗称として高田とも呼ばれていたため、その名を冠したとの説、その2つの由来が重なったためとの説もある。一説には、高田村の飛び地があったためとも言われている。
近隣には高田（豊島区）、上高田（中野区）の地名が現存する。

### 地名化
1975年に住居表示が実施された際に町名としての「高田馬場」が発足したが、高田馬場駅地名の由来となった史跡の高田馬場は、行政上の高田馬場には含まれない。よって、現在の行政区分は駅名が直接の由来であると考えられる。
1910年、地元の鉄道駅設置の請願運動により山手線に駅が開業することになったものの、鉄道院は駅の所在地名（地元要望案は上戸塚、諏訪森）を採用せず、駅から1km程離れた史跡の高田馬場を駅名に採用して読みを「たかだのばば」とし、後に開業する鉄道2線もこれに倣った。1975年の住居表示実施に伴う町名変更の際、新宿区は駅周辺の町名をそれまでの諏訪町、戸塚町一丁目〜四丁目などから、駅名と同じ高田馬場に変更して一丁目〜四丁目を割り振った。しかし、史跡の高田馬場跡は西早稲田三丁目となったため、町名と史跡の場所が一致しなくなった。

### 読み
史跡の高田馬場は慣習的に「たかたのばば」と呼ばれ、付近の通称地名もこのように呼ばれていたが、駅名等の浸透により「たかだのばば」が一般化している。
ちなみに落語の演目『高田馬場（高田の馬場）』では「たかたのばば」、大手銀行支店名や郵便局名では、三菱UFJ銀行とみずほ銀行が「たかたのばば」、三井住友銀行と郵便局が「たかだのばば」の呼称を使用している。
東京・小石川に生まれた作家の永井荷風は日記『断腸亭日乗』の中で「…秋葉ヶ原に停車場あり。これをアキハバラ駅と呼ぶ。鉄道省の役人には田舎漢多しと見えたり。高田の馬場もタカダと濁りて訓む」と記し、秋葉原を「あきはばら」、高田馬場を「たかだのばば」と読ませるのは、鉄道省の役人に東京の地名に疎い田舎者が多いからだろうと評している。

### 住居表示実施に伴う町名の変遷
| 住居表示実施後 （1975年6月1日〜） | 住居表示実施前（各町名ともその一部）                 | 住居表示実施前（各町名ともその一部） |
| 住居表示実施後 （1975年6月1日〜） | 旧淀橋区                                             | 旧牛込区                             |
| --------------------------------- | ---------------------------------------------------- | ------------------------------------ |
| 高田馬場一丁目                    | 戸塚町二丁目、戸塚町三丁目、諏訪町                   |                                      |
| 高田馬場二丁目                    | 戸塚町二丁目、戸塚町三丁目                           |                                      |
| 高田馬場三丁目                    | 戸塚町三丁目、戸塚町四丁目、下落合二丁目、柏木五丁目 |                                      |
| 高田馬場四丁目                    | 戸塚町三丁目、戸塚町四丁目                           |                                      |
| 戸塚町一丁目（住居表示は未実施）  |                                                      |                                      |
| 西早稲田一丁目                    | 戸塚町一丁目                                         |                                      |
| 西早稲田二丁目                    | 戸塚町一丁目、戸塚町二丁目、諏訪町                   | 高田町（全域）、戸山町               |
| 西早稲田三丁目                    | 戸塚町一丁目、戸塚町二丁目                           |                                      |

### 地価
住宅地の地価は、2025年（令和7年）1月1日の公示地価によれば、高田馬場1-21-21の地点で93万円/m2、高田馬場3-20-8の地点で71万3000円/m2、高田馬場4-32-10の地点で86万5000円/m2となっている。

## 歴史

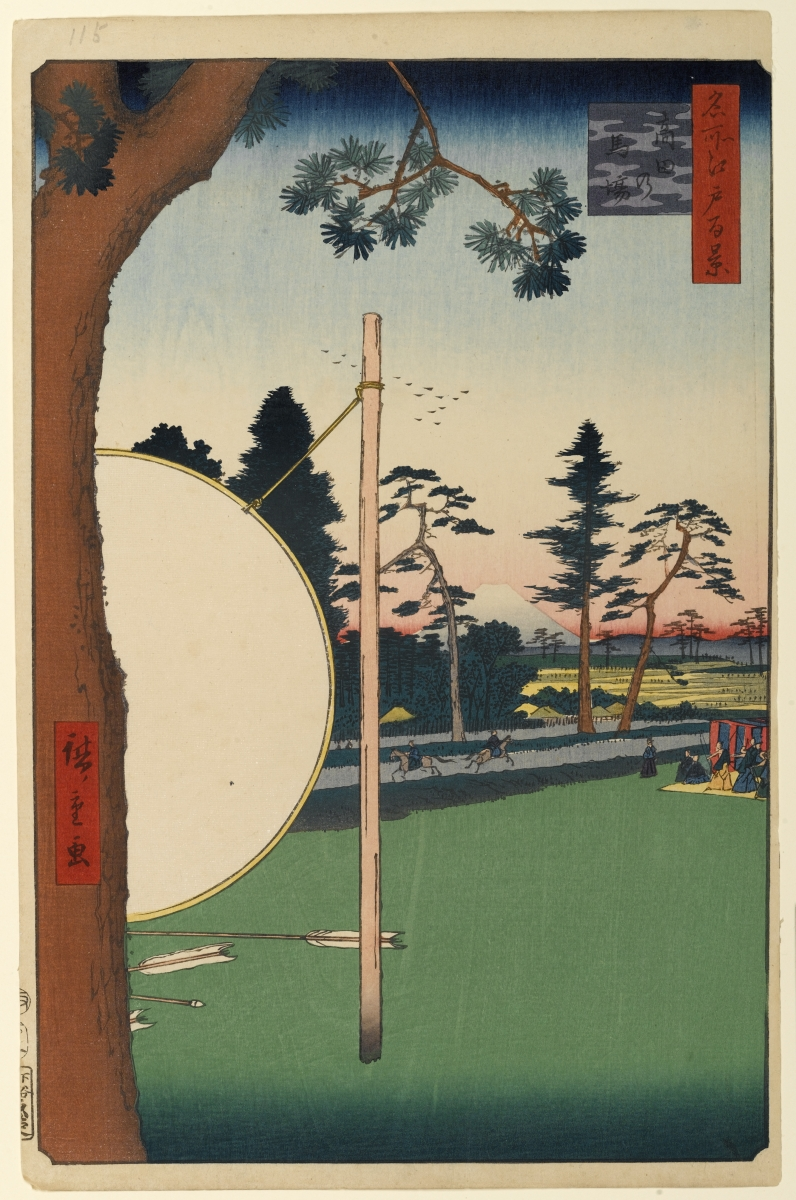
広重「名所江戸百景」に描かれた高田馬場

「高田馬場流鏑馬（やぶさめ）畫図」を引用した江戸期の随筆「蘿月庵國書漫抄」には、射手の武士名や介添、弓指、的立、馬の種類などが記載されている。それによれば射手の名は一番「能勢河内守源頼忠」、二番「宮城越前守大江和忠」、三番「萩原主水正菅原雅忠」・・・などである。
史跡の「高田馬場跡」はかつての戸塚村の中、現在の新宿区西早稲田一丁目5の一部、および三丁目1〜2番、12〜14番付近（北緯35度42分36秒 東経139度42分54秒）にあたり、広さは東西へ6町（約650m）、南北へ30余間（約55m）。横長の形状をしていた。

### 年表
- 寛永13年（1636年） - 江戸幕府が馬場を造り[11]、名称を高田馬場とした。
- 元禄7年（1694年） - のちに赤穂浪士となる堀部武庸の「高田馬場の決闘」で有名になる
- 明治元年（1868年） - 武蔵知県事古賀一平管下であった源兵衛村と戸塚村が東京府に編入[12]。
- 明治4年（1871年） - 品川県に属していた諏訪村と浦和県（現埼玉県）に属していた下戸塚村が東京府に編入。
- 1889年（明治22年） - 市制・町村制施行により、下戸塚村、源兵衛村、諏訪村、戸塚村および高田村飛地が合併し南豊島郡（のちに豊多摩郡）戸塚村となる。
- 1910年（明治43年） - 山手線高田馬場駅開業
- 1914年（大正3年） - 町制施行し戸塚町となる。
- 1927年（昭和2年） - 西武新宿線高田馬場駅開業
- 1932年（昭和7年） - 豊多摩郡戸塚町が東京市に編入、近隣の町と合併し淀橋区となる。
- 1947年（昭和22年） - 四谷区・牛込区と合併し新宿区となる。
- 1964年（昭和39年） - 地下鉄東西線高田馬場駅開業　3線が乗り入れるターミナル駅として発展
- 1975年（昭和50年） - 住居表示実施による町名変更で高田馬場一丁目〜四丁目が設置される。
- 1978年（昭和53年）4月6日 - 集中豪雨により神田川が高田馬場三丁目付近で氾濫。約80戸が床上浸水、床下浸水[13]。

## 隣接自治体・行政区
- 新宿区
  - 百人町
  - 大久保
  - 西早稲田
  - 上落合
  - 下落合
- 豊島区
  - 高田
- 中野区
  - 東中野

## 世帯数と人口
2025年（令和7年）3月1日現在（新宿区発表）の世帯数と人口は以下の通りである。
| 丁目           | 世帯数     | 人口     |
| -------------- | ---------- | -------- |
| 高田馬場一丁目 | 3,035世帯  | 4,488人  |
| 高田馬場二丁目 | 1,455世帯  | 1,988人  |
| 高田馬場三丁目 | 4,426世帯  | 5,989人  |
| 高田馬場四丁目 | 4,400世帯  | 6,621人  |
| 計             | 13,316世帯 | 19,086人 |

### 人口の変遷
国勢調査による人口の推移。
| 年                 | 人口   |
| ------------------ | ------ |
| 1995年（平成7年）  | 15,933 |
| 2000年（平成12年） | 16,514 |
| 2005年（平成17年） | 16,771 |
| 2010年（平成22年） | 17,924 |
| 2015年（平成27年） | 18,096 |
| 2020年（令和2年）  | 18,266 |

### 世帯数の変遷
国勢調査による世帯数の推移。
| 年                 | 世帯数 |
| ------------------ | ------ |
| 1995年（平成7年）  | 8,828  |
| 2000年（平成12年） | 9,771  |
| 2005年（平成17年） | 10,458 |
| 2010年（平成22年） | 11,489 |
| 2015年（平成27年） | 11,888 |
| 2020年（令和2年）  | 12,306 |

## 学区
区立小・中学校に通う場合、学区は以下の通りとなる（2018年8月時点）。
| 丁目           | 番地 | 小学校                 | 中学校                   |
| -------------- | ---- | ---------------------- | ------------------------ |
| 高田馬場一丁目 | 全域 | 新宿区立戸塚第二小学校 | 新宿区立西早稲田中学校   |
| 高田馬場二丁目 | 全域 | 新宿区立戸塚第二小学校 | 新宿区立西早稲田中学校   |
| 高田馬場三丁目 | 全域 | 新宿区立戸塚第三小学校 | 新宿区立新宿西戸山中学校 |
| 高田馬場四丁目 | 全域 | 新宿区立戸塚第三小学校 | 新宿区立新宿西戸山中学校 |

## 交通

### 鉄道
- 高田馬場駅
  - JR山手線
  - 西武新宿線
  - 東京メトロ東西線
- 西早稲田駅
  - 東京メトロ副都心線

### バス
都営バス
カッコ内の停留所は町域外。
- 学02：高田馬場駅前 - 早大正門
  - 高田馬場駅前 - 高田馬場二丁目（ - 早大正門）
- 飯64：小滝橋車庫前 - 九段下
- 上69：小滝橋車庫前 - 上野公園
  - （小滝橋車庫前 - ）小滝橋 - 高田馬場四丁目 - 高田馬場三丁目 - 高田馬場駅前 - 新宿区社会福祉協議会前 - 高田馬場二丁目（ - 九段下/上野公園）
- 高71：高田馬場駅前 - 九段下
  - 高田馬場駅前 - 高田馬場駅通り - 新宿区スポーツセンター入口 - 学習院女子大学前（ - 九段下）
- 池68：池袋駅東口 - 渋谷駅東口/早稲田
- 早77：早稲田 - 新宿駅西口
  - （池袋駅東口/早稲田 - ）高田馬場二丁目 - 学習院女子大学前（ - 渋谷駅東口/新宿駅西口）

学習院女子大学前バス停は、地下鉄西早稲田駅と同じ場所にある。
関東バス
- 百01：高田馬場駅 - 東中野駅
  - 高田馬場駅前 - 高田馬場駅通り - 高田馬場四丁目（ - 東中野駅）

### 道路
- 早稲田通り
- 小滝橋通り
- 明治通り
- 新目白通り
- 諏訪通り

## 地形
- 神田川 - かつては豪雨のたびに氾濫を繰り返す川であった。1981年（昭和56年）の新聞の投書欄では、高田馬場の住民が「ここに住んで23年、床上浸水9回、床下浸水23回。毎度毎度たまりません。」と神田川沿いに住む苦労を伝えている[21]。

## 事業所
2021年（令和3年）現在の経済センサス調査による事業所数と従業員数は以下の通りである。
| 丁目           | 事業所数    | 従業員数 |
| -------------- | ----------- | -------- |
| 高田馬場一丁目 | 1,016事業所 | 13,086人 |
| 高田馬場二丁目 | 551事業所   | 5,336人  |
| 高田馬場三丁目 | 460事業所   | 5,637人  |
| 高田馬場四丁目 | 529事業所   | 5,127人  |
| 計             | 2,556事業所 | 29,186人 |

### 事業者数の変遷
経済センサスによる事業所数の推移。
| 年                 | 事業者数 |
| ------------------ | -------- |
| 2016年（平成28年） | 2,416    |
| 2021年（令和3年）  | 2,556    |

### 従業員数の変遷
経済センサスによる従業員数の推移。
| 年                 | 従業員数 |
| ------------------ | -------- |
| 2016年（平成28年） | 28,586   |
| 2021年（令和3年）  | 29,186   |

## 主な建物・施設
- BIG BOX 高田馬場 - 西武鉄道が所有する商業ビル。設計は黒川紀章。
- シチズンプラザ - 早稲田通り沿いにあるスポーツなどが入った施設。シチズン時計の関連会社が経営。かつてはシチズンの工場があり、当地がシチズン時計発祥の地とされている。建物内にはボウリング場（シチズンボウル）やアイススケート場などが入っていた。2021年1月末で閉館[24]。
- 日拓ビル - 日拓グループ本社が入っていたが本社は2012年渋谷区南平台町に移転した。
- さかえ通り - 風俗店や飲食店がひしめく歓楽街。駅西北側。
- 早稲田松竹 - 都内で数少ない名画座。
- 高田馬場ゲーセンミカド - 独特の運営で知られ、外国人観光客も訪れる名物ゲームセンター。
- 日本点字図書館
- 新宿諏訪神社 - 旧町名諏訪町の由来。明治通り西側の崖下にあり、湧水が発していた。
- 天祖神社 - 旧称・天照皇大神宮。旧小字「伊勢原」の由来。授与社務なし。
- 鐵砲稲荷神社 - シチズンプラザの裏手に立地。江戸開府以来の鎮座。旧小字「稲荷前」の由来。授与社務なし。
- 龍池山上珠院玄国寺 - 真言宗豊山派。豊島八十八ヶ所第七十二番霊場。
- 大悲山観音寺 - 真言宗豊山派。豊島八十八ヶ所ならびに府内八十八ヶ所のいずれも第八十五番霊場。
- 東京三協信用金庫本店
- 日本ティーボール協会
- 海城中学校高等学校

以下の施設は、住所上の所在地としては高田馬場ではない。
- 早稲田大学 - 新宿区西早稲田
- 戸塚警察署 - 新宿区西早稲田、当地域を管轄する警察署。
- 東京富士大学 - 新宿区下落合
- 大正製薬 - 豊島区高田
- 高田馬場病院 - 豊島区高田

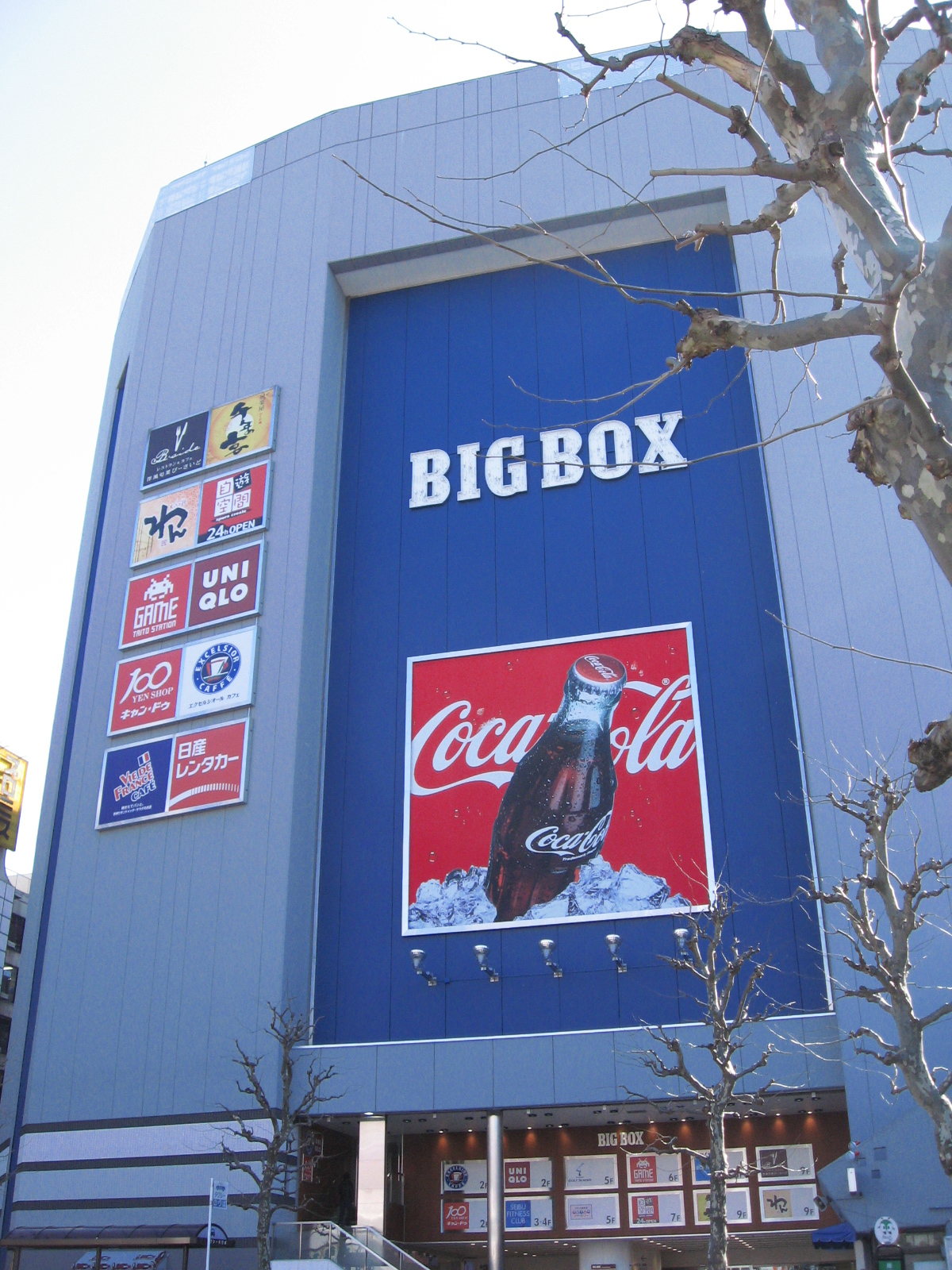
BIG BOX（高田馬場一丁目）
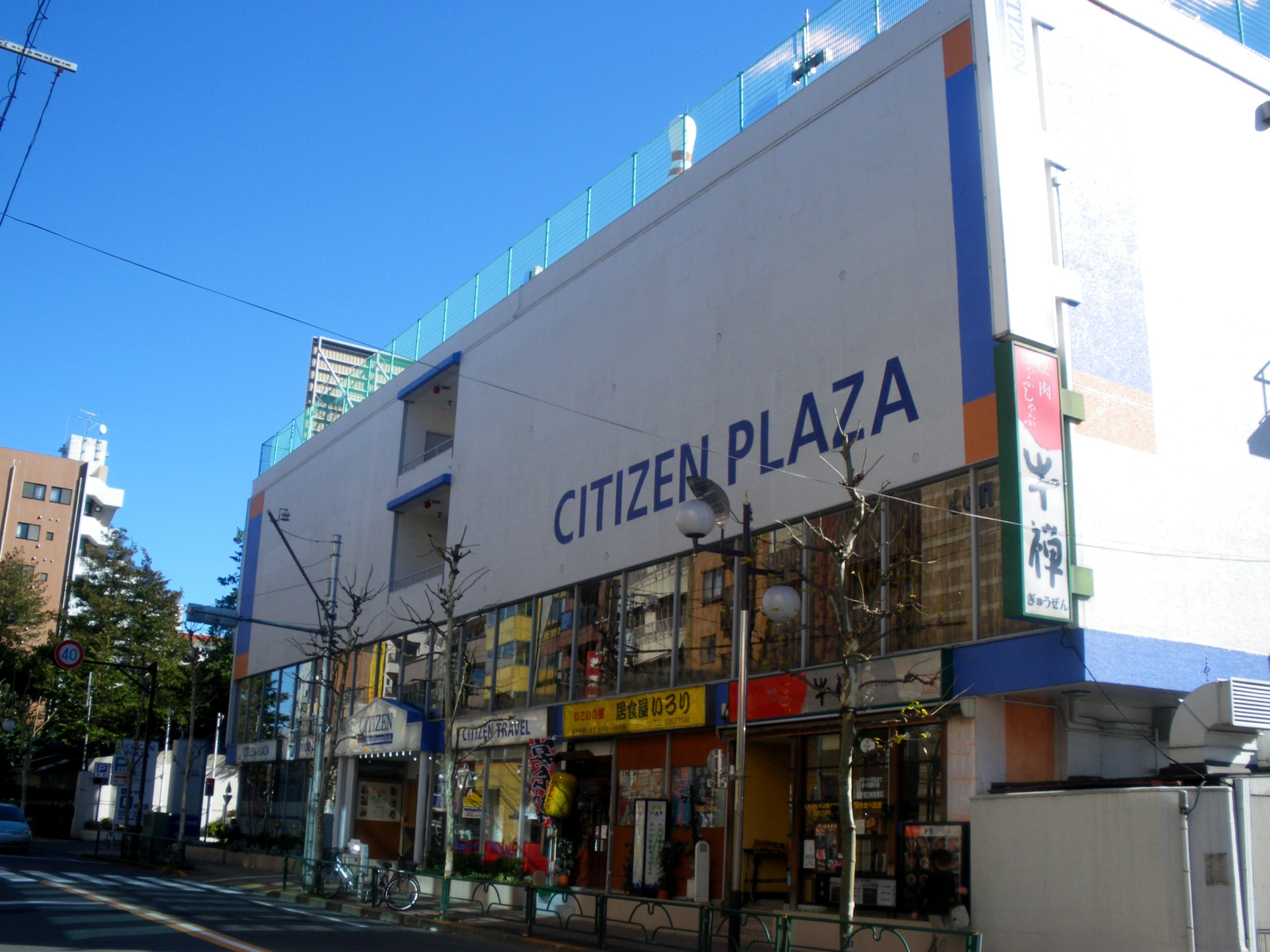
シチズンブラザ（高田馬場四丁目）
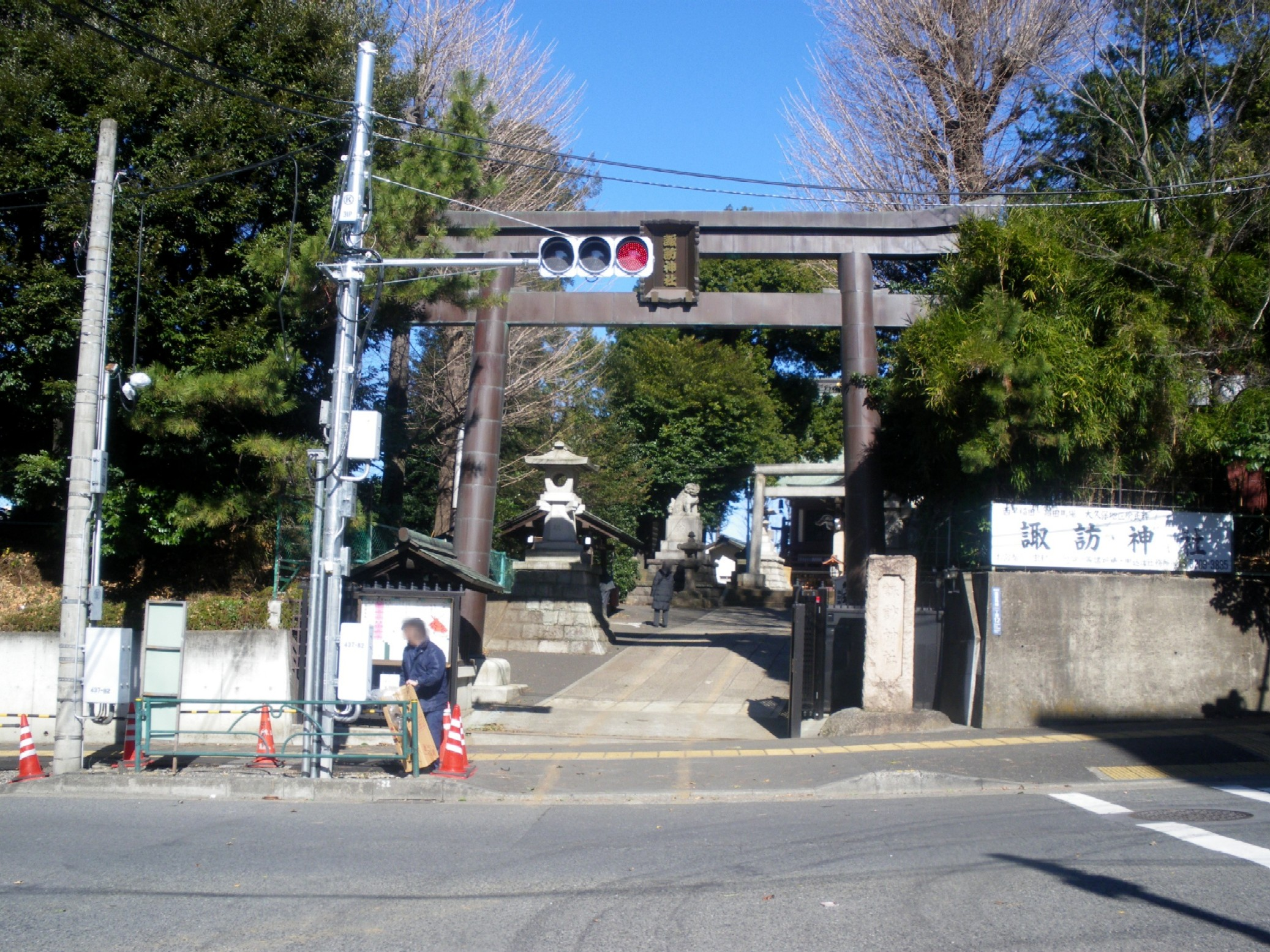
諏訪神社（高田馬場一丁目）

## 物語への登場
手塚治虫の代表作『鉄腕アトム』の主人公・アトムが、2003年4月7日に高田馬場で誕生したという設定になっていること、手塚プロダクションの本社が高田馬場にあることに因み、山手線高田馬場駅の発車メロディは鉄腕アトムの主題歌のメロディとなっている（※参考：手塚プロダクションのスタジオがある新座駅でもこのメロディが採用されている）。早稲田口を出たガード下には、手塚キャラクター総出演の大きな絵が掲示されている。
三田誠広の小説「高田馬場ラブソング」（1992年）の舞台になった。
柳美里の小説「山手線内回り」（2007年）の『JR高田馬場駅戸山口』の舞台になった。都営戸山ハイツや箱根山も本文に登場する。
佐藤正午の小説『月の満ち欠け』（2017年）の舞台になった。
『金田一少年の事件簿』の登場人物の1人が高田馬場のアパートに住んでいる。
2024年公開のアニメ映画「ふれる。」は高田馬場周辺を舞台としている。

## その他

### 日本郵便
- 郵便番号 : 169-0075[3]（集配局 : 新宿北郵便局[25]）。